# Monumento a Carlo Goldoni (Firenze)
Il monumento a Carlo Goldoni è una scultura celebrativa di Firenze, situata in piazza Goldoni. In marmo, venne completata nel 1873 dallo scultore Ulisse Cambi.

## Storia

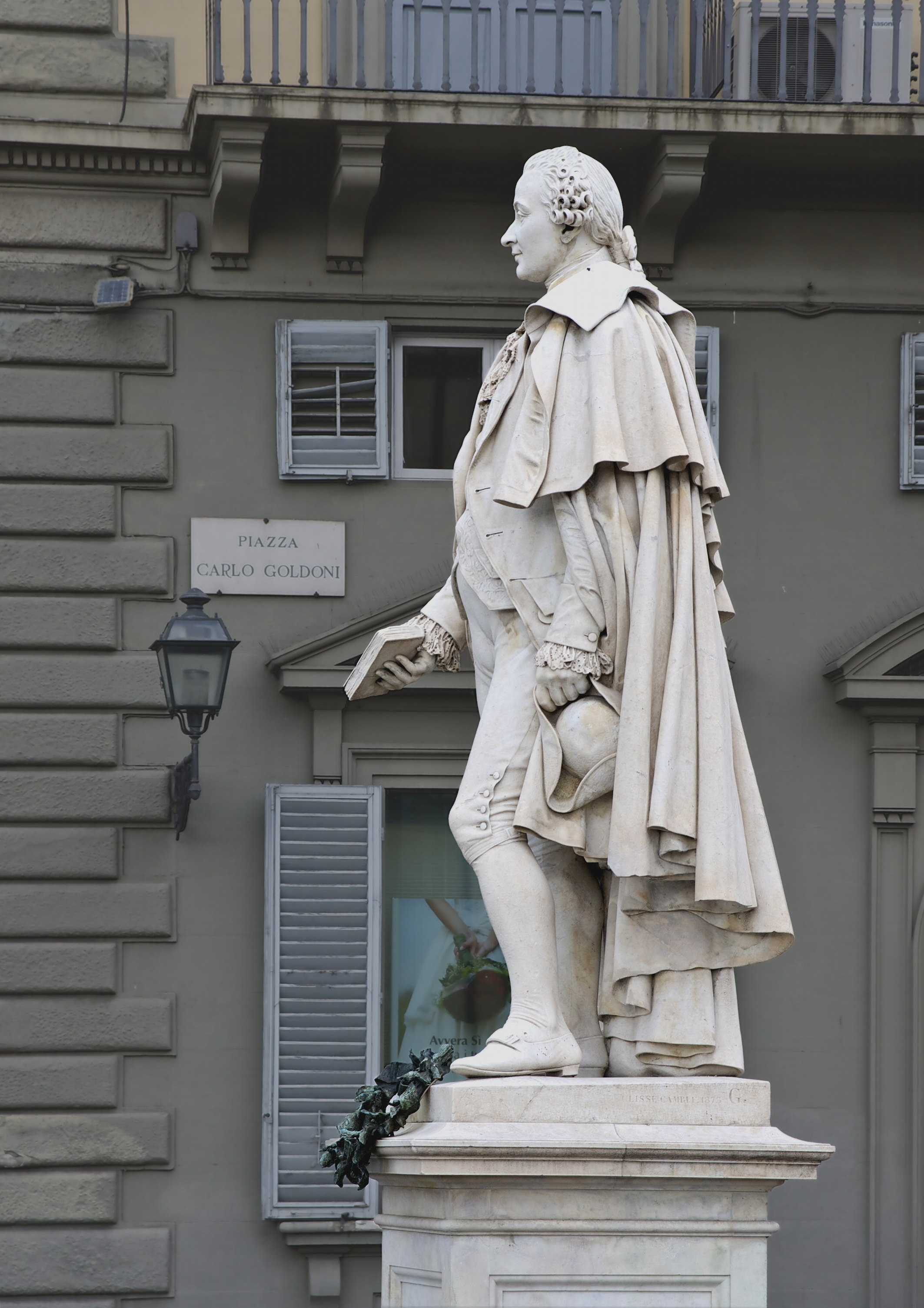
La statua vista lateralmente

Il monumento, raffigurante Carlo Goldoni, fu realizzato dallo scultore Ulisse Cambi e qui collocato nel 1873, ben prima che la piazza assumesse del commediografo anche il nome, attribuito a questo luogo solo nel 1907, in occasione del bicentenario della sua nascita. 
Voluta dalla Società Filodrammatica cittadina (Società dei Permanenti Concordi), la scultura celebra il grande veneziano nel quale, in modo particolare in quegli anni, si riconosceva lo scrittore che era stato capace di reinterpretare la commedia dell'arte in senso nazionale. Tuttavia, al di là della data del 1873 che segna la conclusione dell'impresa, sappiamo di come l'idea del monumento risalisse a quasi trent'anni prima e avesse avuto una lunga gestazione, così come documentato per vari altri monumenti celebrativi del periodo, per lo più affidati all'impegno di comitati o deputazioni cittadine, dipendenti dalle incerte sorti dal reperimento sul territorio dei fondi per sostenere il proprio progetto. 
In questo caso già attorno al 1856 la neonata Società dei Permanenti Concordi aveva avanzato l'idea del monumento, da finanziare coi proventi delle rappresentazione organizzate dai soci. Allogata l'opera allo scultore Ulisse Cambi, questi aveva predisposto il modello e, accantonata l'idea di erigere l'opera in prossimità del teatro Goldoni, questo era stato presentato al pubblico esposto nella piazza che poi lo avrebbe accolto, durante i festeggiamenti legati al centenario di Dante del 1865. 
Oltre a concedere la piazza, il municipio aveva accordato poi un contributo consistente per la realizzazione del basamento, affidato a un progetto dell'architetto Mariano Falcini, già approntato nel 1857. Per l'esiguità dei fondi raccolti e in attesa delle deliberazioni del Municipio, il compimento dell'impresa - come accennato - sarebbe comunque giunto solo nel 1873, quando, nell'agosto, l'opera fu inaugurata "senza pompa e solennità". 
Fermo restando come il monumento sia nato nell'ambito di una volontà tesa a celebrare le glorie italiane, è da ricordare come Goldoni avesse intrattenuto con la Toscana anche uno stretto rapporto. Fu per la prima volta in città nel 1742, periodo nel quale ebbe modo di conoscere Giulio Rucellai (la cui famiglia aveva proprio nella piazza vaste proprietà) a cui dedicherà La locandiera, ambientato appunto a Firenze. Tornerà ancora nel 1747 e ancora nella primavera del 1753, quando deciderà di affidare allo stampatore Paperini la pubblicazione in dieci volumi di cinquanta sue commedie, editi tra il 1753 e il 1757. 
Danneggiato con la rottura di alcuni elementi durante l'agosto del 1944, il monumento fu successivamente risarcito, quindi, tra il 1960 e il 1965, si procedette su progetto dell'architetto Francesco Tiezzi a dare diversa sistemazione alla zona segnata dall'opera. Più recentemente, tra il 2008 e il 2009, la statua è stata oggetto di un ulteriore restauro, promosso dalla Fondazione per i Beni Culturali restArte e diretto dall'Ufficio Belle Arti del Comune di Firenze. Nell'aprile del 2014 il basamento è stato oggetto di un atto vandalico e imbrattato con scritte a vernice, prontamente rimosse.

## Descrizione
L'opera raffigura il commediografo veneziano in piedi, acconciato e abbigliato secondo la moda dei suoi tempo, con un'accurata ricerca, da parte dello scultore, del modo di rendere i vari materiali, particolarmente felice nella rappresentazione del colletto di pizzo traforato, o delle pieghe del mantello, pesanti ma vivamente realistiche. Una mano regge il tricorno e l'altra presenta in avanti un libro, come se l'autore stesse offrendo una delle sue commedie. Sulla base della statua, in alto, a destra, è la scritta "Ulisse Cambi F.[ecit] 1873 G." La grande "G" potrebbe stare per Goldoni.
Nella parte anteriore del basamento è una corona d'alloro in bronzo, con un nastro in cui è presente una dedica da parte di Firenze, e sul piedistallo un'epigrafe dettata dai filodrammatici con la data 1873. 
| A CARLO GOLDONI LA CITTÀ DI FIRENZE PER OPERA DEI FILODRAMMATICI CONCORDI COADIUVANTE IL MUNICIPIO MDCCCLXXIII |

## Bibliografia

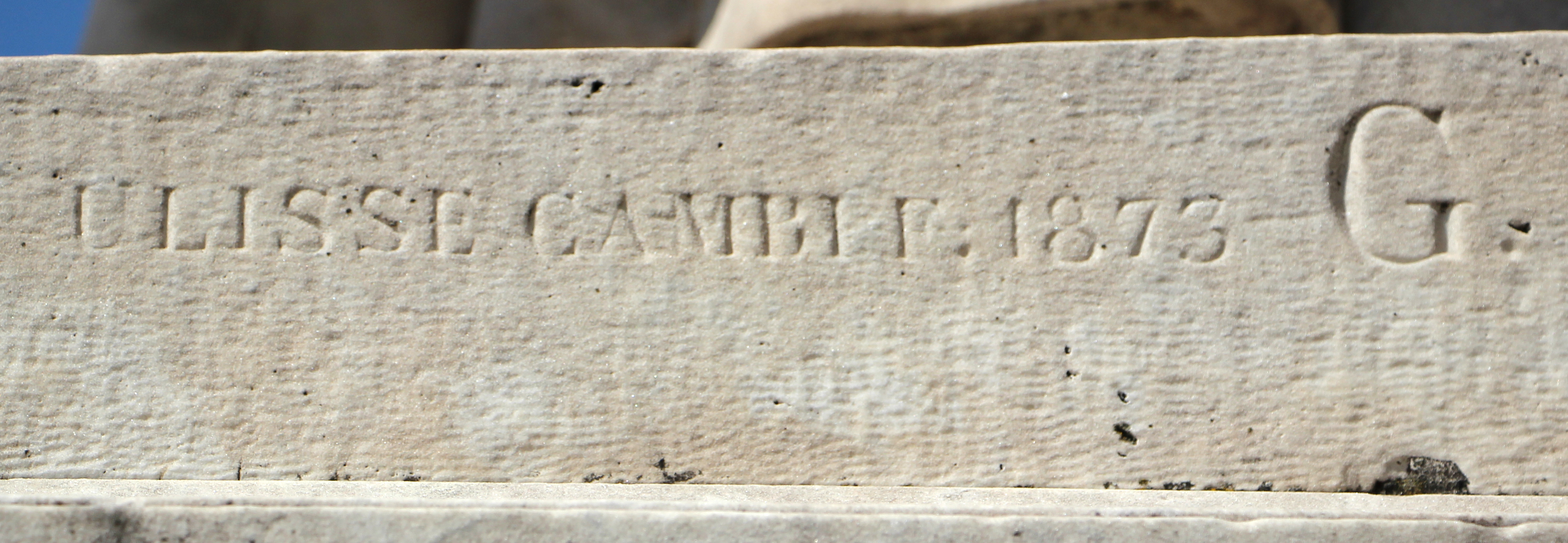
Firma e data